# Pride and Fall

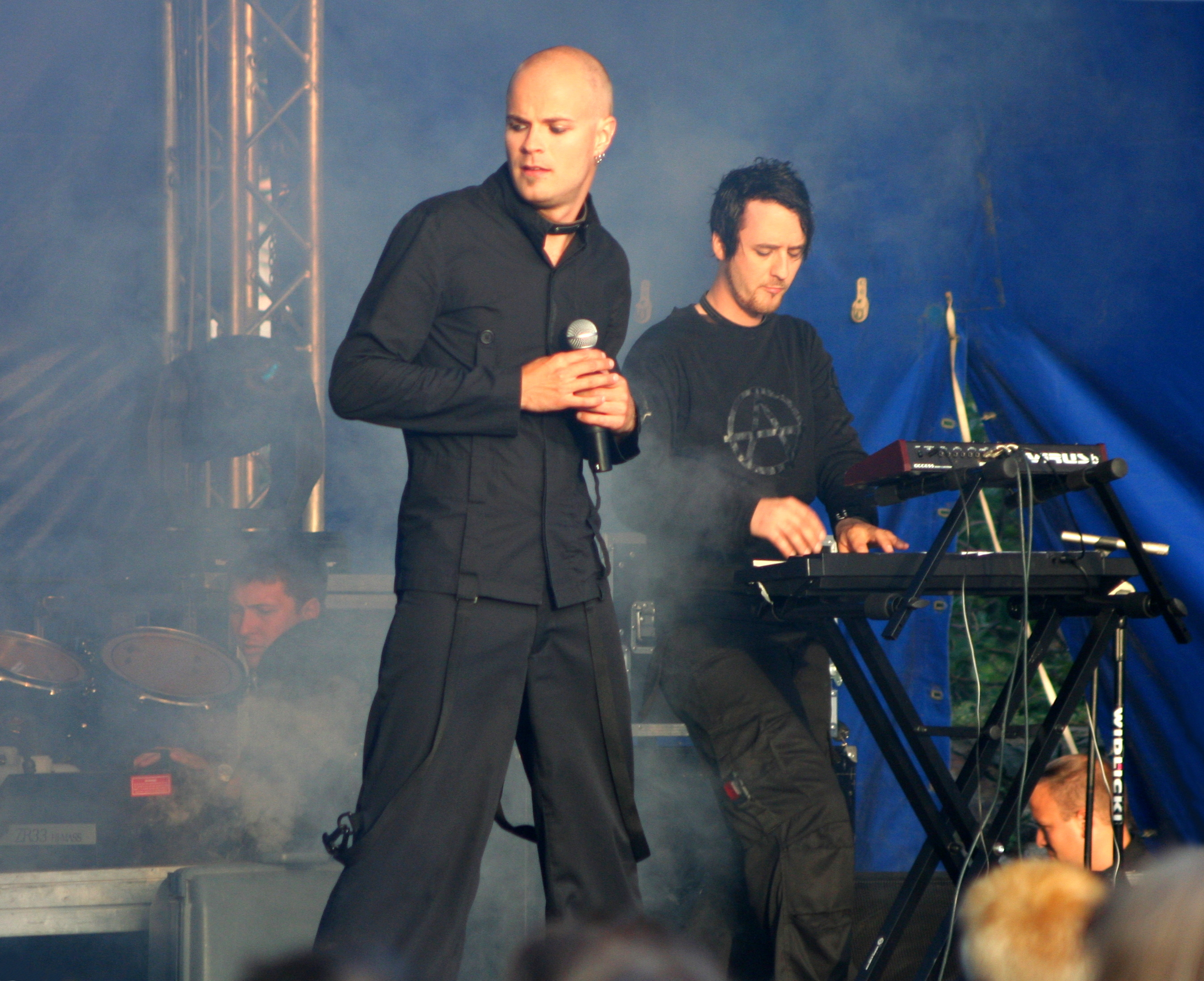
Pride and Fall (2007)

Pride and Fall ist eine Futurepop-Band aus Stavanger, Norwegen. Sie wurde im Jahr 2000 von Sigve Monsen und Svein Joar A. Johnsen gegründet.

## Geschichte
Die Band entstand aus dem Wunsch Sigves und Sveins, Musik mit einem elektronischeren und Club-orientierteren Sound zu machen, als sie das vorher in ihrem gemeinsamen Projekt An Evening with Kisses taten. Daraufhin schloss sich Per Waagen, ein langjähriger Freund der beiden, als Programmierer und Keyboarder der Band an.
Kurz nach der Bandgründung wurde ein erstes Demo veröffentlicht. 2003 folgte das Debütalbum Nephesh und die daraus ausgekoppelte Single Paragon; in Europa auf dem Label Dependent Records, in den USA auf Metropolis Records und in Skandinavien auf Memento Material veröffentlicht.
2004 trat die Band das erste Mal außerhalb Norwegens auf diversen Festivals auf.
2005 wurde die zweite Single Border veröffentlicht, die nur im Internet erhältlich war. Das zweite Album Elements of Silence erschien im Januar 2006.
Im Mai des gleichen Jahres waren sie als Vorband von Covenant Teil deren UK Tour. 
2007 traten Pride and Fall beim Wave-Gotik-Treffen auf.
Das Album In My Time of Dying erschien am 17. August 2007. In den Deutsche Alternative Charts konnte es sich auf Platz 1 platzieren.
Im Mai 2012 wurde das Stück „Reborn“ als mp3-Download veröffentlicht.

## Diskografie

### Alben
- 2003: Nephesh (Dependent Records / Metropolis Records)
- 2006: Elements of Silence (Dependent Records / Metropolis Records / Memento Material)
- 2007: In My Time of Dying (Dependent Records)
- 2013: Of Lust and Desire  (Dependent Records)
- 2016: Red for the Dead - Black for the Mourning (Dependent Records)

### Singles
- 2003: Paragon (Dependent Records / Metropolis Records)
- 2005: Border (Dependent Records, nur als Download)